# Sesto Elio Peto Catone
Sesto Elio Peto Cato (latino: Sextus Aelius Paetus Catus; fl. 198-194 a.C.) è stato un politico romano.

## Biografia
Sesto Elio Peto Cato o Sesto Elio Peto di Cato, soprannominato "il furbo", fu un romano repubblicano appartenente alla Gens Aelia, eletto console nel 198 a.C., Pontifex Maximus nel 209 a.C., Edile curule nel 200 a.C. e successivamente eletto console nel 198 a.C. sotto l'egida del politico romano, Tito Quinzio Flaminino. È più noto per la sua interpretazione delle leggi delle XII tavole, corpo di leggi dell'antica roma, noto solo attraverso la lode di Cicerone. Peto Cato proveniva da una nobile famiglia plebea, suo padre era un pretore, Quinto Elio Peto; anche il fratello maggiore Publio Elio Peto, divenne console nel 201 a.C.

### Famiglia
Probabilmente era il più giovane figlio superstite di Quinto Elio Peto, pretore, uno dei tanti senatori romani uccisi a Canne nel mese di agosto del 216 a.C. Altri membri della Gens Aelia furono consoli Publio Elio Peto, nel 337 a.C., e Gaio Elio Peto, nel 286 a.C. Probabilmente entrambi erano suoi antenati o parenti collaterali, benché tale parentela non sia mai stata menzionata dallo storico romano Tito Livio. L'anziano fratello Peto nel 202 a.C. divenne eques, e console l'anno successivo. Altri membri della famiglia, divennero consoli, compreso il figlio di Publio.

### Carriera Politica
Si conosce poco della sua carriera politica e di come abbia acquisito l'ulteriore cognomen "Cato". Tito Livio riporta che nel 200 a.C., quando importò grano dall'Africa, divenne edile curule nel 200 a.C.
Secondo un dizionario Oxford dei giuristi romani, Catus, da edile curule, fece carriera approdando al consolato. La sua carriera non fu tanto dovuta alla fama e successi del padre o del fratello maggiore, ma dalla sua intelligenza, capacità e attitudine per la legge. Venne soprannominato "Catus", che, in latino ,significa "intelligente" o "furbo" in riconoscimento delle sue capacità giuridiche. Catus può avere rinunciato a parte della sua carriera pubblica per dedicare il suo tempo allo studio del diritto. Il dizionario Oxford ritiene che possa essere stato il primo giurista di professione nella storia di Roma. Non è però chiaro se i giuristi precedenti non fossero professionisti, o lo fossero in parte, ma si suppone che ciascun pater familias di un certo rango e status, o i figli cresciuti, fossero in grado di difendere la sua famiglia ed i clienti.
Probabilmente le guerre puniche, furono la causa del decadimento della professione, a causa delle numerose trasferte di personalità di spicco.
Come è stato già accennato, suo fratello, Publio Elio Peto fu nominato console tre anni prima, nel 201 a.C., per poi essere eletto censore 199 a.C. il successo, Publio Sesto, potrebbe avere contribuito al consolato nel 198 a.C., ma fu messo in ombra dal suo più giovane e famoso collega patrizio, Tito Quinzio Flaminino, dell'età di soli trent'anni.
Sesto non si distinse militarmente durante il suo consolato, con tutti gli onori, tra cui il Macedone / campagne greche, andando al suo collega più giovane Flaminio. I suoi sforzi proprio nella sua provincia non sono stati contrassegnati da un grande successo. Tuttavia, egli è stato ancora eletto censore nel 194 a.C. con Gaio Cornelio Cetego forse per le sue doti di giurista o per il suo fratello maggiore, un ex-censore.

### Peto il Giurista
Probabilmente Sesto Elio Peto Cato e suo fratello Publio Elio Peto erano entrambi giuristi. Sesto fu autore di un lavoro, Tripertita Commentaria,  una sorta di commento utile alle XII Tavole, dove per ogni legge fornisce un commento, e una discussione al fine di definire una rilevante azione-at-legge. In un altro lavoro chiamato, Ius Aelianum discusse di azioni-at-diritto. Il lavoro precedente venne elogiato diversi giudici di Cicerone, evidentemente contemporaneo al suo amico Tito Pomponio Attico. Non si comprende quando scomparve il suo lavoro.

## Opere: itripertita
Molti studiosi ritengono che sia la stessa persona autore dei tripertita che va sotto il nome di Sesto Elio. Quest'opera come dice anche il titolo era divisa in tre parti: il primo dei commentari trattava le XII Tavole, il secondo forniva una interpretatio pontificum (interpretazione pontificia), la terza riguardava le legis actiones. Le parti venivano analizzate tutte separatamente per mettere in rilievo le profonde differenze tra le XII Tavole e l'interpretatio, oltre a discutere di come venivano regolate le legis actiones. Quest'opera perciò si concreta come un'analisi del diritto di quell'epoca, infatti Sesto Elio viene ritenuto il primo vero giurista romano da cui poi nacque la giurisprudenza romana, poiché i precedenti scritti, perduti nella tradizione, si limitano a elencare gli atti normativi, mentre lui fu il primo a cimentarsi in una vera e propria analisi comparata.

## Fonti
- Livio. Storia di Roma.
- Pomponio Dig. 1,2,2,38
- Cicerone de Rep. I, 18